# Coin Coin Chapter Two: Mississippi Moonchile
Coin Coin Chapter Two: Mississippi Moonchile è il sesto album in studio della musicista statunitense Matana Roberts, pubblicato nel 2013.

## Tracce
1. Invocation – 4:17
2. Humility Draws Down Blue – 1:35
3. All Nations – 0:08
4. Twelve Sighed – 2:15
5. Spares of the World – 2:29
6. Secret Covens – 1:45
7. River Ruby Dues – 4:21
8. Confessor Haste – 1:25
9. Amma Jerusalem School – 4:11
10. For This Is – 1:04
11. Responsory – 3:50
12. The Labor of Their Lips – 1:49
13. Was the Sacred Day – 4:25
14. Lesson – 3:30
15. Woman Red Racked – 4:28
16. Thanks Be You – 4:25
17. Humility Draws Down New – 0:47
18. Benediction. – 1:59